# 安古斯圖拉 (新墨西哥州)
安古斯圖拉（英語：Angustura）是位於美國新墨西哥州聖胡安縣的普查規定居民點。

## 人口
根據2020年美國人口普查的數據，安古斯圖拉的面積為12.56平方千米，當中陸地面積為12.36平方千米，而水域面積為0.20平方千米。當地共有人口1407人，而人口密度為每平方千米112.02人。